# San Buenaventura Tecaltzingo
San Buenaventura Tecaltzingo (del náhuatl: tetl, calli, tzintli, co ‘piedra, casa, diminutivo, lugar’‘En la casita de piedra’) es una localidad del estado mexicano de Puebla. Es parte del municipio de San Martín Texmelucan.

## Demografía
| Censo | Población |
| ----- | --------- |
| 1900  | 556       |
| 1910  | 567       |
| 1921  | 586       |
| 1930  | 611       |
| 1940  | 788       |
| 1950  | 937       |
| 1960  | 1 369     |
| 1970  | 1 395     |
| 1980  | 1 849     |
| 1990  | 2 330     |
| 1995  | 2 920     |
| 2000  | 3 142     |
| 2005  | 3 314     |
| 2010  | 4 055     |
| 2020  | 4 724     |